# Премьер-министр Онтарио
Премье́р-мини́стр Онта́рио (англ. Premier of Ontario) — глава правительства канадской провинции Онтарио. Премьер-министр председательствует в Исполнительном совете (также называемом кабинетом или советом министров) в качестве премьер-министра Королевы.
Официальный титул главы партии власти — Премьер-министр и Председатель Совета (англ. Premier and President of the Council; если в русском и французском языках используется только термин премьер-министр, то в английском аналогичный термин закрепили лишь за федеральным премьер-министром, а провинциальный премьер-министр получил наименование Premier — буквально «премьер»).
Действующим премьер-министром Онтарио является Даг Форд. Премьер-министром с самым долгим сроком службы в истории провинции был сэр Оливер Моуат, находившийся у власти с 1872 по 1896. Первым, кто занял этот пост, был Джон Сэндфилд Макдональд.
Интересно, что две трети онтарийских премьер-министров были франкмасонами, тогда как они составляют самую незначительную долю населения. Большинство христианских течений осудили эту секту.

## Список онтарийских премьер-министров
Ниже приведён список премьер-министров Онтарио после канадской конфедерации 1867.
| №    | Портрет | Имя                                            | Созыв(ы) и срок(и) | Созыв(ы) и срок(и) | События |
| ---- | ------- | ---------------------------------------------- | ------------------ | ------------------ | --- |
| 1-й  |         | Джон Сэндфилд Макдональд (Либерал-консерватор) | 1-й                | 1867—1871          | На выборах 1867 победили либерал-консерваторы. Но уже на выборах 1871 они уступили либералам. Это единственные либерал-консерваторы, находившиеся у власти лишь один срок. |
| 2-й  |         | Эдвард Блейк (Либерал)                         | 2-й                | 1871—1872          | Его партия победила на выборах 1871 и была первой либеральной партией, пришедшей к власти. 25 октября 1872 Блейк ушёл в отставку, чтобы вступить в Либеральную партию Канады. |
| 3-й  |         | Оливер Моуат (Либерал)                         | 2-й — 8-й          | 1872—1896          | Новый глава либералов. Переизбирался на выборах 1875, 1879, 1883, 1886, 1890 и 1894. Ушёл в отставку, чтобы занять должность лейтенант-губернатора провинции. |
| 4-й  |         | Артур Стерджис Харди (Либерал)                 | 8-й, 9-й           | 1896—1899          | Новый глава либералов. Переизбран на выборах 1898, но 20 октября 1899 ушёл в отставку. |
| 5-й  |         | Джордж Уильям Росс (Либерал)                   | 9-й, 10-й          | 1899—1905          | Новый глава либералов. Переизбран на выборах 1902, но на выборах 1905 его партия уступила консерваторам. |
| 6-й  |         | Джеймс Уитни (Консерватор)                     | 11-й — 14-й        | 1905—1914          | Его партия победила на выборах 1905. Переизбирался в 1908, 1911 и 1914 годах. Умер 25 сентября 1914 до окончания своего срока. Был первым консерватором, пришедшим к власти. |
| 7-й  |         | Уильям Херст (Консерватор)                     | 14-й               | 1914—1919          | Новый глава консерваторов. На выборах 1919 его партия проиграла объединённым фермерам. |
| 8-й  |         | Эрнест Чарльз Друри (Фермер)                   | 15-й               | 1919—1923          | Победив на выборах 1919, его правительство находилось у власти в течение 3 лет. На выборах 1923 его партия уступила консерваторам. Это единственный случай нахождения у власти Объединённых фермеров. |
| 9-й  |         | Говард Фергюсон (Консерватор)                  | 16-й — 18-й        | 1923—1930          | Победил на выборах 1923. Переизбирался в 1926 и 1929. Ушёл в отставку 16 декабря 1930. |
| 10-й |         | Джордж Стюарт Генри (Консерватор)              | 18-й               | 1930—1934          | Новый глава консерваторов. На выборах 1934 его партия проиграла либералам. Он был последним консерватором у власти. |
| 11-й |         | Митчелл Хепберн (Либерал)                      | 19-й, 20-й         | 1934—1942          | Победил на выборах 1934. Переизбран на выборах 1937. Ушёл в отставку 21 октября 1942, чтобы войти в состав федерального кабинета министров. |
| 12-й |         | Гордон Дэниел Конант (Либерал)                 | 20-й               | 1942—1943          | Исполнял обязанности главы либералов с 21 октября 1942по 18 мая 1943. |
| 13-й |         | Гарри Никсон (Либерал)                         | 20-й               | 1943               | Новый глава либералов. На выборах 1943 его партия проиграла прогрессистам-консерваторам. |
| 14-й |         | Джордж Дрю (Прогрессист-консерватор)           | 21-й — 23-й        | 1943—1948          | Его партия победила на выборах 1943. Переизбирался на выборах 1945 и 1948. Первый прогрессист-консерватор, пришедший к власти. Ушёл в отставку 19 октября 1948, чтобы вступить в Прогрессивно-консервативную партию Канады. Его срок положил начало 42-летнему правлению в провинции Прогрессивно-консервативной партии Онтарио. |
| 15-й |         | Томас Кеннеди (Прогрессист-консерватор)        | 23-й               | 1948—1949          | Исполняющий обязанности главы прогрессистов-консерваторов с 19 октября 1948по 4 мая 1949. |
| 16-й |         | Лесли Фрост (Прогрессист-консерватор)          | 23-й — 26-й        | 1949—1961          | Новый глава прогрессистов-консерваторов. Переизбирался на выборах 1951, 1955 и 1959. Вышел на пенсию 8 ноября 1961. |
| 17-й |         | Джон Робартс (Прогрессист-консерватор)         | 26-й — 29-й        | 1961—1971          | Новый глава прогрессистов-консерваторов. Переизбирался на выборах 1963 и 1967. Ушёл в отставку 1 марта 1971. |
| 18-й |         | Билл Дэвис (Прогрессист-консерватор)           | 29-й — 32-й        | 1971—1985          | Новый глава прогрессистов-консерваторов. Переизбирался на выборах 1971, 1975, 1977 и 1981. Ушёл в отставку 8 февраля 1985. |
| 19-й |         | Фрэнк Стюарт Миллер (Прогрессист-консерватор)  | 32-й               | 1985               | Новый глава прогрессистов-консерваторов. На выборах 1985 его партия уступила либералам. |
| 20-й |         | Дэвид Питерсон (Либерал)                       | 33-й, 34-й         | 1985—1990          | Победил на выборах 1985. Переизбран на выборах 1987. В 1990 его партия уступила новодемократам. Он был первым либералом во главе правительства за 42 года. |
| 21-й |         | Боб Рэй (Новодемократ)                         | 35-й               | 1990—1995          | Победил на выборах 1990, но уже на следующих проиграл прогрессистам-консерваторам. Первый новодемократ, пришедший к власти. |
| 22-й |         | Майк Харрис (Прогрессист-консерватор)          | 36-й, 37-й         | 1995—2002          | Его партия победила на выборах 1995, а затем осталась у власти в 1999. Ушёл в отставку 15 апреля 2002. |
| 23-й |         | Эрни Ивс (Прогрессист-консерватор)             | 37-й               | 2002—2003          | Новый глава прогрессистов-консерваторов. На выборах 2003 его партия проиграла либералам. |
| 24-й |         | Далтон Макгинти (Либерал)                      | 38-й, 39-й         | 2003 — 2013        | Его партия победила на выборах 2003 и осталась у власти в 2007. |
| 25-й |         | Кейтлин Винн (Либерал)                         |                    | 2013 — 2018        | Либеральная партия Онтарио |
| 26-й |         | Даг Форд (Прогрессист-консерватор)             |                    | 2018 — наст. вр.   | Прогрессивно-консервативная партия Онтарио |

## Интересные факты
| Премьер-министры, находившиеся у власти наиболее долго | Премьер-министры, находившиеся у власти наиболее долго | Премьер-министры, находившиеся у власти наиболее долго |
| ------------------------------------------------------ | ------------------------------------------------------ | ------------------------------------------------------ |
|                                                        | Оливер Моуат                                           | 23 года                                                |
|                                                        | Билл Дэвис                                             | 13 лет                                                 |
|                                                        | Лесли Фрост                                            | 12 лет                                                 |

| Премьер-министры, находившиеся у власти наименее долго | Премьер-министры, находившиеся у власти наименее долго | Премьер-министры, находившиеся у власти наименее долго |
| ------------------------------------------------------ | ------------------------------------------------------ | ------------------------------------------------------ |
|                                                        | Томас Кеннеди                                          | 69 дней                                                |
|                                                        | Гарри Никсон                                           | 92 дня                                                 |
|                                                        | Фрэнк Стюарт Миллер                                    | 139 дней                                               |
|                                                        | Гордон Дэниел Конант                                   | 210 дней                                               |

| Премьер-министры, умершие, находясь в должности | Премьер-министры, умершие, находясь в должности |
| ----------------------------------------------- | ----------------------------------------------- |
|                                                 | Джеймс Уитни                                    |

|  | Уильям Херст         |
|  | Джордж Стюарт Генри  |
|  | Гордон Дэниел Конант |
|  | Гарри Никсон         |
|  | Томас Кеннеди        |
|  | Фрэнк Стюарт Миллер  |
|  | Эрни Ивс             |

## Ныне живущие бывшие премьер-министры
Пятеро ныне живущих бывших премьер-министров в хронологическом порядке:
| Имя            | Срок      | Дата рождения   |
| -------------- | --------- | --------------- |
| Дэвид Питерсон | 1985—1990 | 28 декабря 1943 |
| Боб Рэй        | 1990—1995 | 2 августа 1948  |
| Майк Харрис    | 1995—2002 | 23 января 1945  |
| Эрни Ивс       | 2002—2003 | 17 июня 1946    |